# 4561 Lemeshev
4561 Lemeshev eller 1978 RY5 är en asteroid i huvudbältet som upptäcktes den 13 september 1978 av den rysk-sovjetiske astronomen Nikolaj Tjernych vid Krims astrofysiska observatorium på Krim. Den har fått sitt namn efter den sovjetisk-ryske operasångaren Sergej Lemesjev (1902–1977).
Asteroiden har en diameter på ungefär tio kilometer.